# Kringutrustning
Kringutrustning kallas den typ av hårdvara eller extra tillbehör som kan användas tillsammans med en specifik produkt, exempelvis en dator eller en kamera.

## Exempel på kringutrustning

### Fördatorer
- Bildläsare
- Digitalkamera
- Kortläsare
- Scanner
- Skrivare
- Webbkamera

### Förkameror
- Kameraobjektiv
- Blixtaggregat
- Minneskortsläsare
- Stativ
- Fjärrutlösare
- Minneskort
- Film

### Förmobiltelefoner
- Hörlurar
- Headset
- Minneskort

En viktig detalj i kringutrustningen är sättet på vilket den ansluts till huvudenheten. Det finns en stor mängd olika gränssnitt för kringutrustning, för datorer och mobiltelefoner bland andra:
- Bluetooth
- Firewire
- Serieport
- Parallellport
- USB-anslutning